# Can Lleal
Can Lleal és una casa dins del nucli antic de la població de l'Escala, al sector nord, davant de la Platja i amb façana als carrers del Port i Alfolí, on hi ha la façana principal. Casa bastida vers la meitat del segle xvii al nucli antic de l'Escala. L'edifici presenta diferents reformes. Actualment està en obres.
Edifici entre mitgeres de planta rectangular format per planta baixa i dos pisos. La façana principal presenta, a la planta baixa, una porta d'accés rectangular, amb els brancals bastits amb carreus i la llinda plana. Al costat hi ha cinc petites obertures allargades, a mode de ventilació. A la primera planta, damunt la porta, hi ha una finestra quadrada amb carreus als brancals i la llinda plana, amb l'ampit motllurat i sobresortit. Als costats, dues finestres quadrades més, potser d'obertura més tardana. A la segona planta hi ha dos finestrals rectangulars, amb l'ampit i les impostes motllurades. El coronament d'ambdues obertures i de la segona planta ha estat restituït recentment i presenta el parament arrebossat, mentre que la resta de la façana està bastida amb pedra ben escairada de diverses mides, disposada mitjançant filades completament regulars. La façana posterior ha estat restituïda durant l'última campanya de rehabilitació de l'edifici, duta a terme recentment.